# Parapolybia varia
Parapolybia varia är en getingart som först beskrevs av Fabricius 1787.  Parapolybia varia ingår i släktet Parapolybia och familjen getingar. Utöver nominatformen finns också underarten P. v. furva.